# Baronia d'Eramprunyà

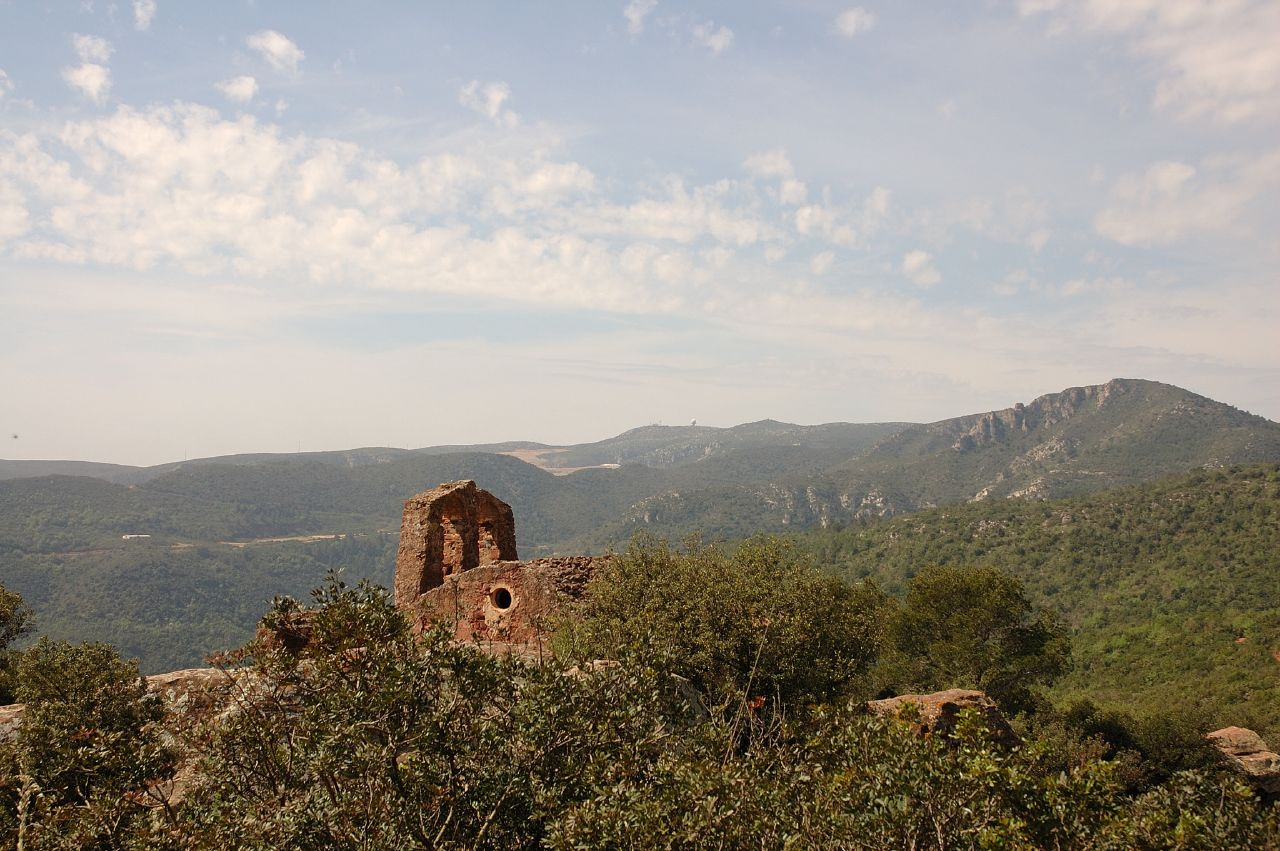
Ermita del castell d'Eramprunyà amb el massís del Garraf i la Morella al fons

La baronia d'Eramprunyà va ser una jurisdicció nobiliària medieval amb centre al castell d'Eramprunyà (Baix Llobregat).

## Història
Es remunta a l'època de la revolta nobiliària del segle xi, i estigué sota el domini de la família dels Sant Martí. En aquella època el terme estava dividit en múltiples jurisdiccions i nivells de domini, a la manera feudal. L'any 1305 la família Marc (o March) va comprar la quadra de la Roca, al terme de la senyoria d'Eramprunyà, i a partir d'aquí va anar acumulant a les seves mans bona part d'aquelles jurisdiccions medievals: l'any 1323 va comprar la senyoria d'Eramprunyà, el 1337 la castlania, el 1447 comprà Castelldefels, el 1449 Gavà i la torre de n'Horta (una possessió dins de l'actual nucli urbà), cap al 1450 adquirí la quadra de la Sentiu, i el 1562 Viladecans (quan els Marc s'havien ja extingit i els succeïen els Fiveller). D'aquesta manera, simplificant la teranyina de jurisdiccions feudals, des del segle xiv al xvi es conformà un espai territorial configurat pels actuals municipis de Begues, Castelldefels, Gavà, Sant Climent de Llobregat i Viladecans.

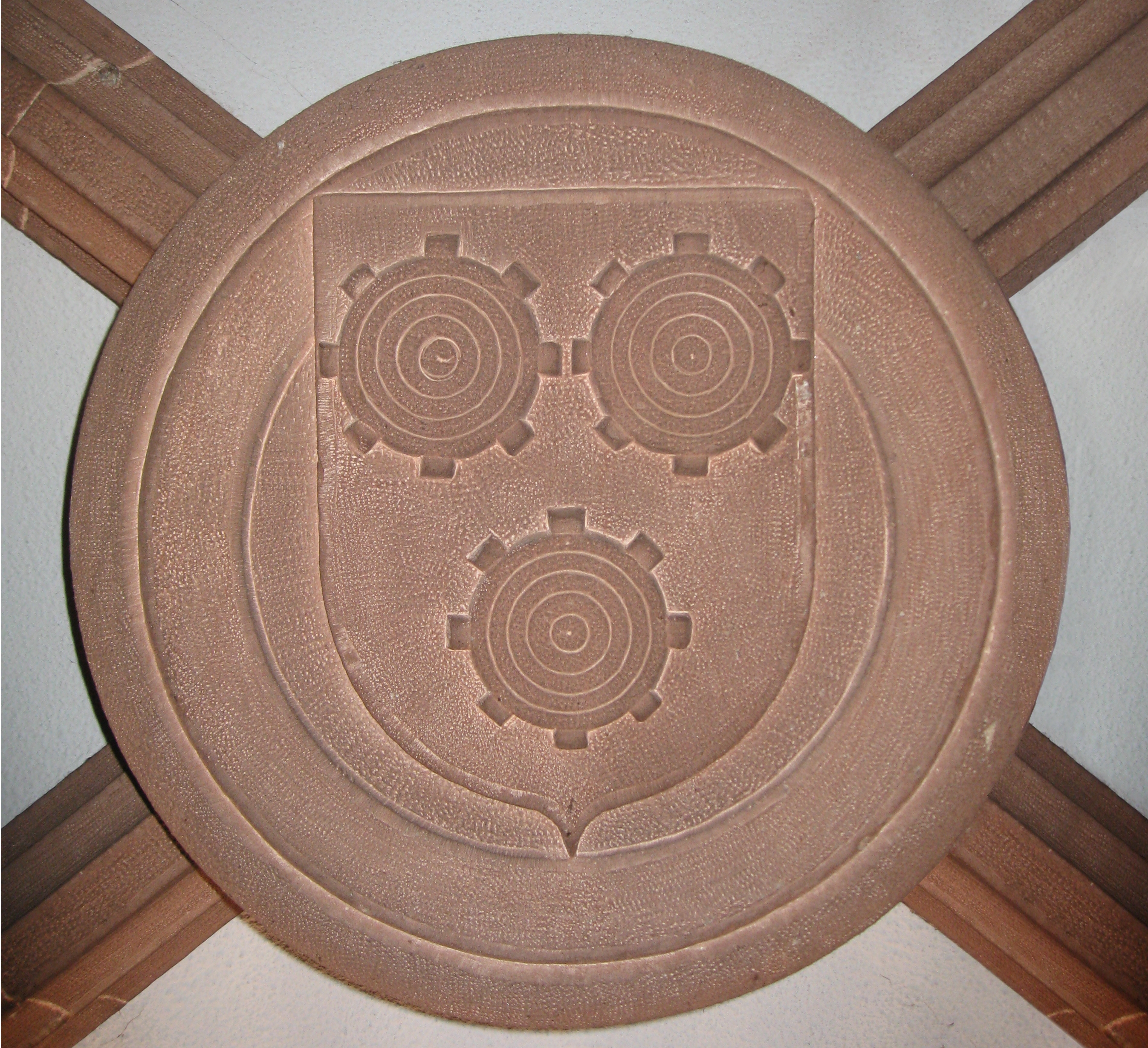
Escut de la família Marc esculpit a la clau de volta de l'ermita de Bruguers (Gavà)

## Fons documental
Es conserva a l'Arxiu Nacional de Catalunya des del 2005. Conté la documentació de la baronia generada abans del 1897 (data de la seva adquisició per Manuel Girona i Agrafel) i la produïda pel banquer i els seus administradors a partir d'aquesta data fins a la dècada del 1930. S'hi troba documentació original, còpies de documents conservats en altres arxius i una gran quantitat de regestos, extractes i notes realitzades amb finalitats de control administratiu. Els documents originals són, en la seva major part, capbreus, llevadors de rendes, llibretes de censos, escriptures notarials dels dominis útils de la baronia i de les finques comprades per Manuel Girona (compravendes, establiments, signatures de domini, etc.) i una col·lecció preciosa de plànols dels segles xviii i xix. En conjunt, conté fins a 14.795 imatges digitalitzades.

## Senyors de la Baronia d'Eramprunyà

### Senyors de les famílies Marc i Fiveller (1323-1590)
| Núm. | Nom                                                   | Inici            | Fi               | Observacions |
| ---- | ----------------------------------------------------- | ---------------- | ---------------- | --- |
|      | FAMÍLIA MARC                                          |                  |                  | |
| 1.   | Pere Marc lo Prohom (o Pere Marc II)                  | 1323             | 1338             | Comprà el castell d'Eramprunyà a Jaume el Just |
| 2.   | Pere Marc III                                         | 1338             | 1347             | Fill de l'anterior |
| 3.   | Pericó Marc                                           | 1347             | 1351             | Fill de l'anterior. Sordmut, fou inhabilitat pel seu oncle |
| 4.   | Jaume Marc I                                          | 1351             | 1379             | Oncle de l'anterior |
| 5.   | Jaume Marc II (Jacme March)                           | 1379             | 1410             | Fill de l'anterior. Poeta |
| 6.   | Lluís Marc I                                          | 1410             | 1455             | Fill de l'anterior |
| 7.   | Jaume Marc III (Jaume Marc i Marquet)                 | 1455             | VIII/1466        | Fill de l'anterior. Contrari a Joan II |
| 8.   | Jaume Marc IV (Jaume Marc i Ballester)                | VIII/1466        | Abans 05/05/1494 | Fill de l'anterior. Partidari de Joan II, li foren presos els castells de Castelldefels i Eramprunyà |
| 9.   | Manaut d'Aguirre                                      | V/1468           | V/1473           | També apareix com a Manaud de Guerra. No era dels Marc. Aventurer navarrès, capità dels sometents del Llobregat (12/V/1465). El 04/XII/1466 Joan II de Lorena confiscà els béns de Jaume Marc IV i els atorgà al navarrès. Aquest i les tropes de la Generalitat hagueren de conquerir militarment les possessions del senyor d'Eramprunà: Castelldefels (21/V/1468-24/XII/1472), després Gavà, La Roca i Sant Climent (V/1468-XII/1472), l'Hospital de Cervelló (Olesa de Bonesvalls) (19/IX/1468-II/1473) i el castell d'Eramprunyà (24/X/1469-20/XII/1473). Jaume Marc recuperà militarment els seus feus, excepte el castell. Amb la intervenció del governador general de Catalunya Lluís de Requesens es recuperà el castell pagant la rendició de Manaut (03/V/1473), però el castell fou lliurat als diputats i consellers de Barcelona, fins que fou restituït als Marc (20/XII/1473). |
| 10.  | Francesc Jeroni Marc                                  | Abans 05/05/1494 | Vers 1515        | Fill de Jaume Marc IV |
| 11.  | Isabel Marc i Palou (Elisabet Marc i Palou)           | Vers 1515        | Vers 1548        | Germana de l'anterior. Mantingué litigis per l'herència. |
|      | FAMÍLIA FIVELLER DE PALOU                             |                  |                  | |
| 12.  | Hug Joan Antic Josep Fiveller de Palou Marc i Queralt | Vers 1548        | Febrer 1590      | Net de Lucrècia Marc, germana de Jaume Marc IV. |
| 13.  | Joana Fiveller de Palou Marc i d'Hospital             | Febrer 1590      | Agost 1590       | Neta de l'anterior. Filla d'Hug Joan Fiveller de Palou Marc i de Cardona (morí el 1584) i d'Estefania d'Hospital. En morir, la baronia constituí un condomini indivís entre les famílies dels Erill, Torrelles-Sentmenat i Cardona, en litigi fins al 1596. |
|      | Marina Fiveller de Palou Marc i Queralt               |                  |                  | Tia de l'anterior, germana viva d'Hug Joan Antic Josep. Una setència de 27 d'agost de 1590 li adjudicà l'herència, però no pogué pendre possessió doncs els béns eren en poder d'Estefania d'Hospital, mare de l'anterior, pel que inicià el litigi judicial. |

### Condomini senyorial a la Baronia d'Eramprunyà (1590-1897)
| Núm. | Nom                                           | Inici | Fi   | Observacions |
| ---- | --------------------------------------------- | ----- | ---- | --- |
|      | FAMÍLIA CARDONA                               |       |      | |
| 1.   | Francesc de Cardona i Fiveller                | 1590  | 1600 | Fill de Jerònima Fiveller de Palou Marc i Queralt (morí abans 1590), germana d'Hug Joan Fiveller de Palou, i casada amb Lluís de Cardona (morí abans 1585). En el litigi per la possessió de la baronia reclamà els drets de la seva mare. |
| 2.   | Anna de Cardona i Rovira = Pere Bernat Codina | 1600  | 1626 | Filla de l'anterior i el seu marit. Vengué la seva part de l'indivís a la família dels Erill. |

| Núm. | Nom                                                                                          | Inici        | Fi           | Observacions |
| ---- | -------------------------------------------------------------------------------------------- | ------------ | ------------ | --- |
| 1.   | Estefania d'Hospital                                                                         | Agost 1590   | Octubre 1590 | Vídua del fill d'Hug Joan Fiveller de Palou i mare de Joana. Litigà per l'herència d'aquest contra les seves germanes Marina i Jerònima o els seus hereus. El conflicte es va resoldre el 1596, quan Estefania ja havia mort i declarat hereva a Constança de Merlès, amb qui no tenia relació familiar. |
|      | FAMÍLIA ERILL                                                                                |              |              | |
| 2.   | Constança de Merlès = Francesc d'Erill i d'Erill                                             | Octubre 1590 | 1616         | Hereva de l'anterior i el seu marit. |
| 3.   | Joan d'Erill i de Merlès                                                                     | 1616         | 1638         | Fill dels anteriors. Comprà la part indivisa a mans de la família dels Cardona. |
| 4.   | Francesc d'Erill-Orcau i de Sala                                                             | 1638         | 1648         | Fill de l'anterior |
| 5.   | Oleguer d'Erill-Orcau i de Montfar                                                           | 1648         | 1681         | Germà de l'anterior |
| 6.   | Manuela d'Erill i de Ponts = Francesc Antoni de Bournonville i de Perapertusa (morí el 1726) | 1681         | 19/11/1720   | Filla de l'anterior i el seu marit. |
| 7.   | Francesc Salvador de Bournonville i d'Erill (morí el 1751)                                   | 19/11/1720   | 18/11/1733   | Fill dels anteriors. Vengué la seva part de l'indivís. |
|      | FAMÍLIA PÉREZ-GARMA                                                                          |              |              | |
| 8.   | Maria Vidal                                                                                  | 18/11/1733   | 20/10/1734   | També apareix com a Maria Isabel Vidal. Transfereix tots els seus drets al seu marit. |
| 9.   | Pedro Pérez de Moreno                                                                        | 20/10/1734   | 18/11/1736   | Marit de l'anterior. |
| 10.  | Pere Francesc Pérez de Moreno i Vidal                                                        | 18/11/1736   | 22/01/1762   | Fill dels dos anteriors. |
| 11.  | Marianna Pérez de Moreno i Vidal = Francesc Xavier Mateu de Garma i Duran (morí el 1783)     | 22/01/1762   | 17/04/1798   | Germana de l'anterior i el seu marit. |
| 12.  | Francesc Xavier Bernat de Garma i Pérez de Moreno                                            | 17/04/1798   | 29/03/1809   | Fill dels anteriors. |
| 13.  | Joana de Garma i Pérez de Moreno                                                             | 29/03/1809   | 11/12/1833   | Germana de l'anterior. Casada amb Antoni Francesc de Foixà i de Guiu. |
|      | FAMÍLIA FOIXÀ                                                                                |              |              | |
| 14.  | Antoni Joan de Foixà i de Garma                                                              | 11/12/1833   | 1868         | Fill de l'anterior. Senyor de Maçanet. |
| 15.  | Dídac de Foixà i de Vidal                                                                    | 1868         |              | Fill de l'anterior. |
| 16.  | Eulàlia de Sagarra i de l'Espagnol                                                           |              | 1897         | Vídua de l'anterior. Vengué la seva part de l'indivís a Manuel Girona i Agrafel. |

| Núm. | Nom                                                                            | Inici      | Fi         | Observacions |
| ---- | ------------------------------------------------------------------------------ | ---------- | ---------- | --- |
|      | FAMÍLIA TORRELLES - SENTMENAT                                                  |            |            | |
| 1.   | Elionor de Torrelles i Gualbes = Joan de Sentmenat i d'Alentorn (morí el 1615) | 1590?      | 19/09/1604 | Neta (i marit d'aquesta) de Marina Fiveller de Palou Marc i Queralt, germana d'Hug Joan Fiveller de Palou i casada amb Ramon Martí de Torrelles i Alemany-Descatllar (morí vers 1567). Aquests, Marina i Ramon, foren pares de Ramon Martí Joan de Torrelles i Fiveller de Palou (morí vers 1595), pare al seu torn d'Elionor.                   |
| 2.   | Ramon de Torrelles i Sentmenat                                                 | 19/09/1604 | 1613/1615  | Fill dels anteriors. |
| 3.   | Francesc de Torrelles i Sentmenat                                              | 1613/1615  | 1621       | Germà de l'anterior. |
| 4.   | Miquel de Torrelles i Sentmenat                                                | 1621       | 1651       | Germà de l'anterior. Vengué la seva part de l'indivís a la família dels Copons. |
|      | FAMÍLIA COPONS                                                                 |            |            | |
| 5.   | Jaume de Copons i de Tamarit                                                   | 1651       | 1668       | Comprà una part de l'indivís als Torrelles-Sentmenat i, després, feu donació al seu germà. |
| 6.   | Ramon de Copons i Tamarit                                                      | 1668       | 1674       | Germà de l'anterior. Era 4t senyor d'Espitlles i 6è del Bullidor. |
| 7.   | Antoni de Copons i Grimau                                                      | 1674       | 1686       | Fill de l'anterior. 5è senyor d’Espitlles i 7è del Bullidor. |
| 8.   | Francesc de Copons i Grimau                                                    | 1686       | 1723       | Germà de l'anterior. 6è senyor d’Espitlles i 8è del Bullidor. |
| 9.   | Joan de Copons i Grimau                                                        | 1723       | 1727       | Germà de l'anterior. 7è senyor d’Espitlles i 9è del Bullidor. Sense descendència, feu hereu al seu nebot. |
| 10.  | Agustí de Copons i de Copons                                                   | 1727       | 1737       | Nebot de l’anterior. Era 2n marquès de Moja, heretat del seu pare Ramon de Copons i Grimau (1710). |
| 11.  | Gaietà Lluís de Copons i d’Oms                                                 | 1737       | 1753       | Fill de l'anterior. 3è marquès de Moja. |
| 12.  | Josep de Copons i d’Oms                                                        | 1753       | 1790       | Germà de l’anterior. 4t marquès de Moja. |
| 13.  | Maria Josepa de Copons i de Cartellà = Narcís de Sarriera i de Copons          | 1790       | 1822       | Filla de l'anterior i el seu marit, qui era cosí seu en tant que fill de Marianna, filla d’Agustí de Copons. Era 5a marquesa de Moja i, per herència de la seva mare, 5a marquesa de Cartellà. |
|      | FAMÍLIA SARRIERA                                                               |            |            | |
| 14.  | Maria de Sarriera i de Copons                                                  | 1822       | 1850       | Filla dels anteriors. 6a marquesa de Moja i 6a de Cartellà. |
| 15.  | Josepa de Sarriera i de Copons                                                 | 1850       | 1865       | Germana de l'anterior. 7a marquesa de Moja i 7a de Cartellà. |
| 16.  | Ramon de Sarriera i de Pinós                                                   | 1865       | 1870       | Nebot de l'anterior, en tant que besnét de Marianna de Copons i d’Oms, filla d’Agustí de Copons. Era 8è marquès de Santa Maria de Barberà i 6è de la Manresana, per herència de la seva mare (1857), 7è comte de Solterra, per herència del seu pare (1863), i 8è marquès de Moja i 8è de Cartellà, per herència de la seva tia anterior (1865). |
| 17.  | Ramon de Sarriera i de Vilallonga                                              | 1870       | 1897       | Fill de l'anterior. Era 8è comte de Solterra, 9è marquès de Moja, 9è de Cartellà, 9è de Santa Maria de Barberà i 7è de la Manresana. Vengué la seva part de l'indivís a Manuel Girona i Agrafel. |

### Senyors de la família Girona (1897-2007)
| Núm. | Nom | Inici      | Fi         | Observacions |
| ---- | --- | ---------- | ---------- | --- |
|      | FAMÍLIA GIRONA |            |            | |
| 1.   | Manuel Girona i Agrafel | 12/02/1897 | 31/10/1905 | Unificà a les seves mans la titularitat de la baronia. |
| 2.   | Manuel Girona i Vidal | 31/10/1905 | 24/08/1920 | Fill de l'anterior. Malgrat que també apareix amb els cognoms Girona i Vidal-Quadras, aquest darrer cognom que adoptaren a finals del segle xix els seus oncles Manuel i Aleix Vidal-Quadras i Ramón, la seva mare, Carolina Vidal i Ramón, que sempre signà amb aquest nom, morí abans d'aquest canvi. |
| 3.   | Lluís Girona i Fernández-Maquieira | 24/08/1920 | 10/08/1956 | Fill de l'anterior. Morí sense descendència. |
| 4.   | Odília Girona i Salgado | 10/08/1956 | 08/06/2005 | Neboda de l'anterior, era filla de Carles Girona i Fernández-Maquieira. Vengué el castell de Castelldefels (1988) a l'ajuntament d'aquesta ciutat. |
| 5.   | María Concepción de Puig i Girona; María de Puig i Girona; Ignacio de Puig i Girona; Odilia de Puig i Girona; Javiera de Puig i Girona | 08/06/2005 | 23/05/2007 | Fills de Carmen Girona i Salgado, germana d'Odília Girona i Salgado. Hereus en indivís de la seva tia Odília. Els Girona vengueren el castell d'Eramprunyà (23/05/2007) a l'ajuntament de Gavà. |